# Xylopia toussaintii
Xylopia toussaintii este o specie de plante angiosperme din genul Xylopia, familia Annonaceae, descrisă de Raymond Boutique. Conform Catalogue of Life specia Xylopia toussaintii nu are subspecii cunoscute.